# Hypodoxa deteriorata
Hypodoxa deteriorata là một loài bướm đêm trong họ Geometridae.